# Bulbophyllum cycloglossum
Bulbophyllum cycloglossum là một loài phong lan thuộc chi Bulbophyllum.